# Língua she
A Língua She (Mandarin: 畲語, shēyǔ, Hakka 山客話, san ha ue, [sáŋ xáʔ uə̄̀]), autônimo Ho Ne, /hɔ22 ne53/ ou Ho Nte, é um idioma Hmong–Mien falado pelo povo She. A língua está ameaçada de extinção pois a maioria das 709 mil pessoas dessa etnia falam a língua hacá. Aqueles que ainda a falam - aproximadamente 1.200 indivíduos na Província de Guangdong - se auto denominam Ho Ne, "pessoas da montanha" (chinês tradicional: 活聶).

## Dialetos
stem dois dialetos principais de She, ambos altamente ameaçados. Eles são falados em dois pequenos bolsões a oeste e a leste da cidade de Huizhou, Guangdong.
- Luofu 罗浮 (dialeto ocidental), falado no distrito da montanha de Luofu 罗浮 山区, condado de Boluo e no distrito de Zengcheng.[2] são 580 falantes de acordo com  Ethnologue .
- Lianhua 莲花 (dialeto oriental), falado no distrito de montanha de Lianhua 莲花 山区, condado de Haifeng, São390 falantes de acordo com  Ethnologue .

## Relações
As relações do She têm sido difíceis de classificar devido à forte influência do chinês na língua. Matisoff (2001), por exemplo, deixou a língua sem classificação dentro das línguas Hmongic, e alguns consideraram isso muito duvidoso, deixando-o sem classificação dentro (e potencialmente um terceiro ramo) das línguas Hmong-Mien. Ela tem raízes monossilábicas, mas principalmente palavras compostas. No entanto, devido aos componentes semelhantes de She, Mao & Li (2002) e Ratliff (2010) consideram que Ela é o parente mais próximo para a língua  Jiongnai.
A língua Shehua (畲话) não deve ser confundida com a Shēyǔ (畲 语), também conhecido como Ho Ne, que é uma língua  Hmong-Mien falada no centro-leste Guangdong.  Shēhuà  (, que significa 'Dialeto She' ou 'Fala She') é um variante das línguas sinítica não classificada como falada pelos She das províncias de [Fujian]] e Zhejiang do sudeste da China. Os falantes de Shehua e Sheyu têm histórias e identidades separadas, embora ambos sejam oficialmente classificados pelo governo chinês como sendo do povo She]. A língua Dongjia do condado de Majiang, Guizhou também é oficialmente classificada como  sendo do povo She, mas ali se fala um idioma hmongico ocidenta intimamente relacionado a Chong'anjiang Miao (重 安 江 苗语).

## Fonologia

### Consoantes
|           |                    | Bilabial | Bilabial | Labio- dental | Alveolar | Alveolar | Velar       | Velar | Velar | Glotal | Glotal |
| plain     | palatizada         | planan   | pal.     | Labio- dental | plana    | pal.     | labializada | plana | pal.  |        |        |
| --------- | ------------------ | -------- | -------- | ------------- | -------- | -------- | ----------- | ----- | ----- | ------ | ------ |
| Nasal     | sonora             | m        | mʲ       |               | n        | nʲ       | ŋ           | ŋʲ    |       |        |        |
| Nasal     | surda              |          |          |               |          |          | ŋ̊           |       |       |        |        |
| Plosiva   | surda não-aspirada | p        | pʲ       |               | t        | tʲ       | k           | kʲ    | kʷ    | (ʔ)    |        |
| Plosiva   | surda aspirada     | pʰ       | pʰʲ      |               | tʰ       | tʰʲ      | kʰ          | kʰʲ   | kʰʷ   |        |        |
| Africada  | surda não aspirada |          |          |               | ts       | tsʲ      |             |       |       |        |        |
| Africada  | surda aspirada     |          |          |               | tsʰ      | tsʰʲ     |             |       |       |        |        |
| Fricativa | surda              |          |          | f             | s        | sʲ       |             |       |       | h      | hʲ     |
| Fricativa | sonora             |          |          | v             | z        | zʲ       |             |       |       |        |        |

A glotal oclusiva é distinta de uma sílaba com inicial de vogal).
Existem efeitos de mutação consonantal. Por exemplo,  pǐ + kiáu  se torna  pi̋’iáu , e  kóu + tȁi  se torna  kóulȁi .

### Vogais
As vogais são  / i e a ɔ ɤ u /. As finais são  / jwn ŋ tk /, com  / tk / apenas em empréstimos Hakka, embora  / ɤ / nunca seja seguido por uma final e as únicas paradas que seguem as vogais anteriores são  / nt /.

### Tons
Existem seis tons, reduzidos a dois (alto e baixo) em sílaba marcadas (apenas empréstimos Hakka). Existe muita variabilidade dialética; dois dos inventários relatados (não necessariamente na ordem correspondente) são:
 [˥ ˦ ˧ ˨ ˨˩ ˧˥]: ou seja, / 5 4 3 2 1 35 /, ou (em  / a /),  / a̋ á ā à ȁ ǎ /
 [˥˧ ˦˨ ˧ ˨ ˧˩ ˧˥]: ou seja, / 53 42 3 2 31 35 /

## Vocabulário de origem chinesa
Como os dialetos chineses do sul, a língua She tem palavras emprestadas do chinês clássico.
- 走 correr
- 行 caminhar
- 烏 preto
- 赤 vermelho
- 寮casa
- 禾 arroz
- 鑊 uoque
- 奉 dar
- 其 3ª pessoa singular
- 着 usar
- 睇 olhar
- 戮 matar
- 齧 morder
- 使 usar